# 千万 (浮世絵師)
千万（せんまん、生没年不詳）とは、江戸時代の浮世絵師。

## 来歴
師系・経歴不明。作画期は文化頃とされ、錦絵の美人画を残す。

## 作品
- 「風流四天王　三方を持つ美人」　大判錦絵　※文化2年（1805年）
- 「風流花角力」　大判錦絵